# Степанаванський дендропарк
Степанаванський дендропарк (вірм. Ստեփանավանի դենդրոպարկ) — дендропарк за 12 км від міста Степанаван на півночі Вірменії. Дендропарк знаходиться на висоті 1550 м над рівнем моря. Парк займає площу 35 га, половина яких покрита природним лісом, 15 га знаходиться під декоративними деревами.
Заснований польським біологом Едмондом Леоновичем у 1933 році. Леонович був директором дендропарку до своєї смерті у 1986 році. Зараз директором є його син Віталій Леонович. Дендропарк є першим лісовим масивом на Південному Кавказі, який перетворено у парк. У Степанаванський дендропарк були доставлені рослини з ботанічних садів Тбілісі, Києва, Санкт-Петербурга і Москви. Пізніше зразки були доставлені також з США, Німеччини, Франції, Китаю та Португалії. Серед цих рослин — магнолія, кедр сибірський, модрина європейська, секвоядендрон тощо. Загалом у парку знаходиться понад 500 інтродукованих видів рослин.

## Галерея

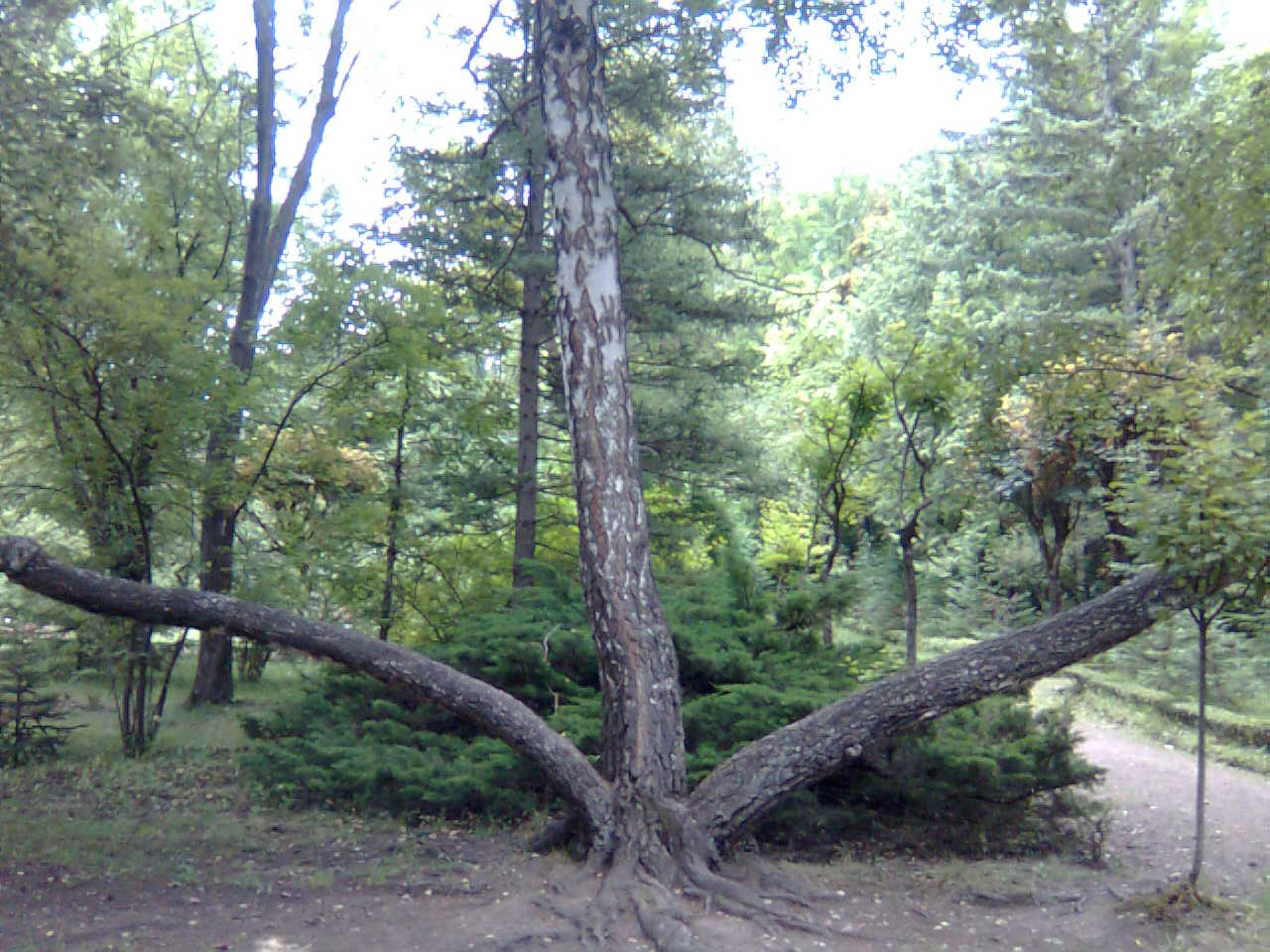
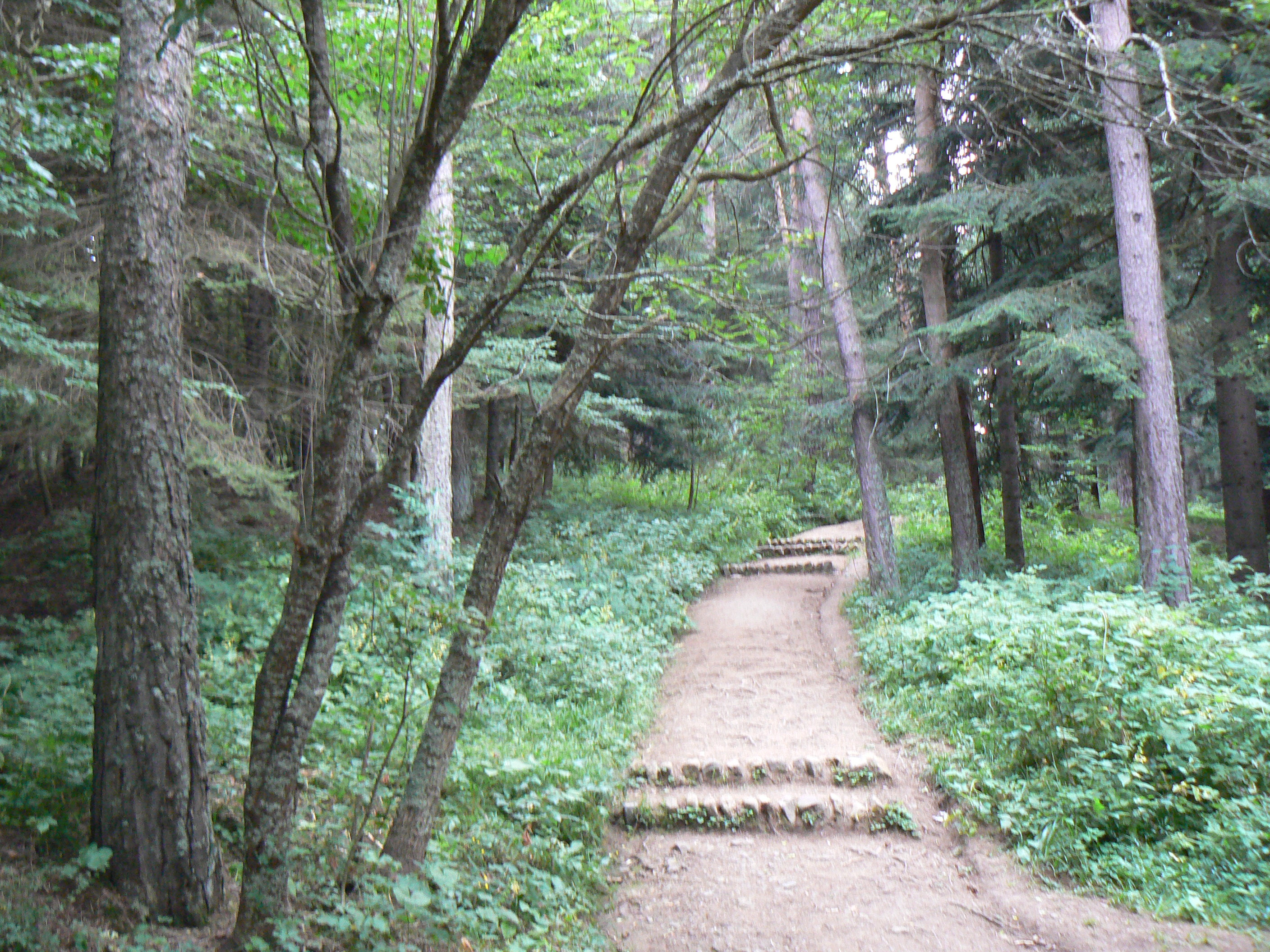
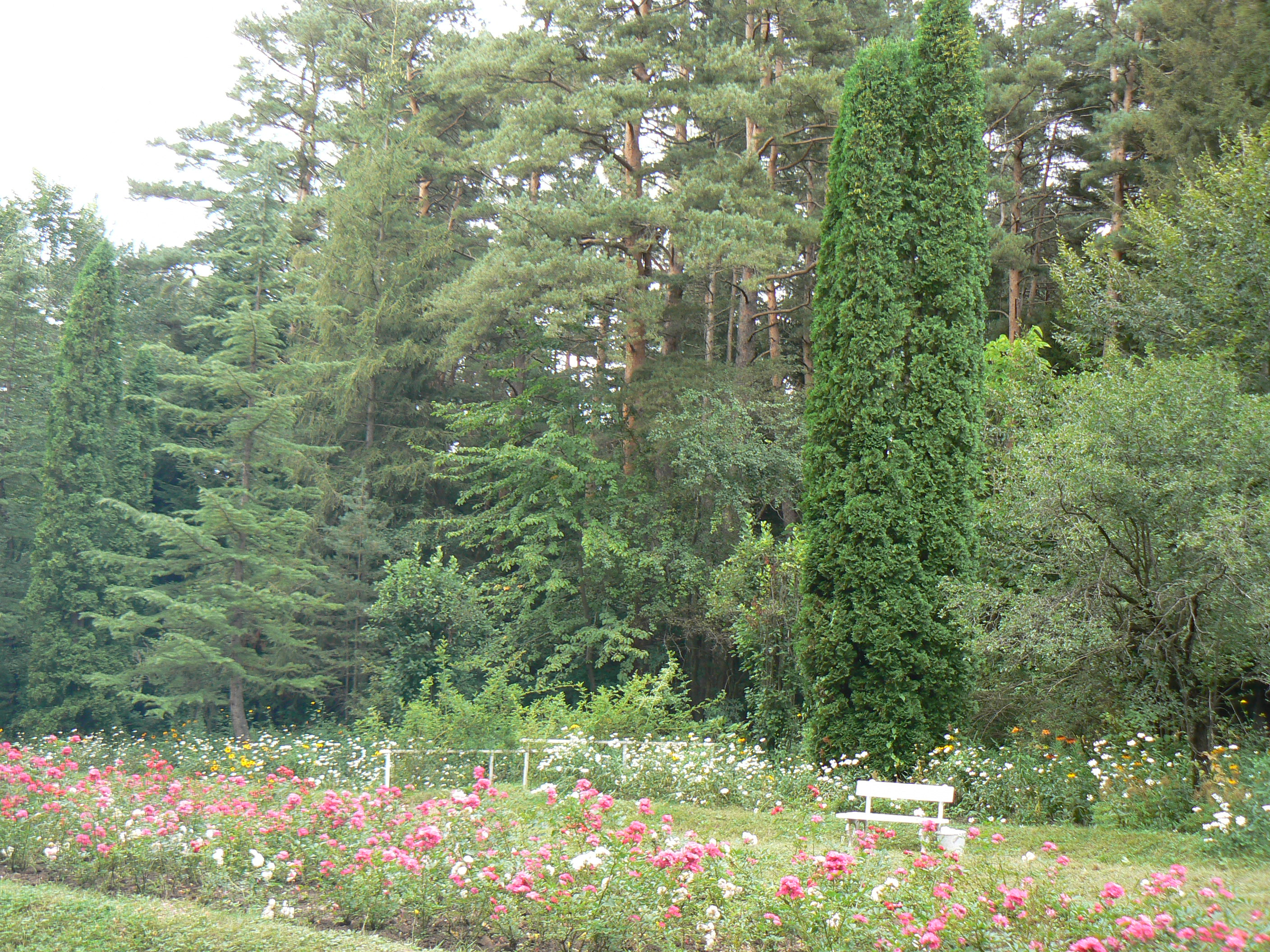
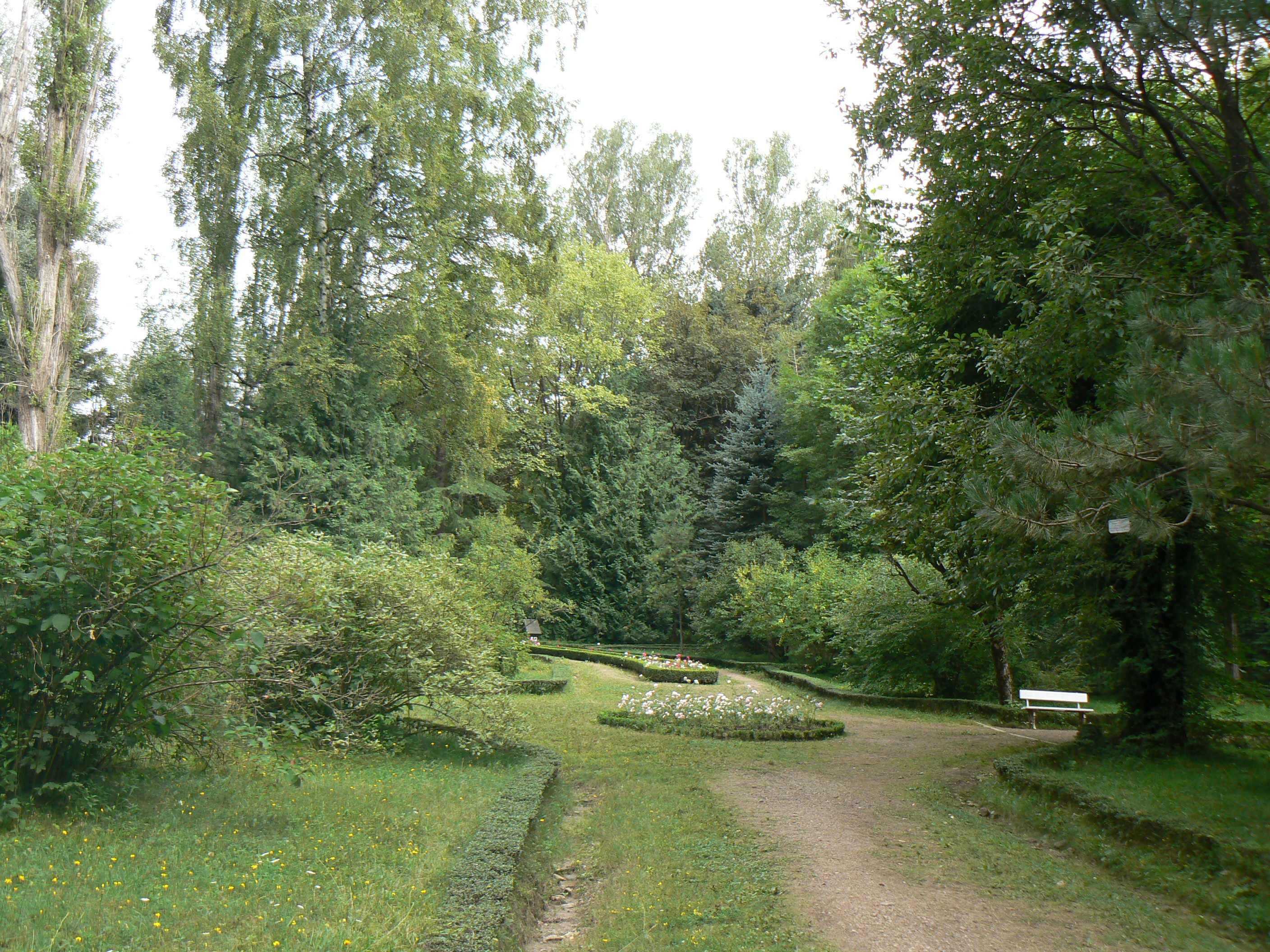
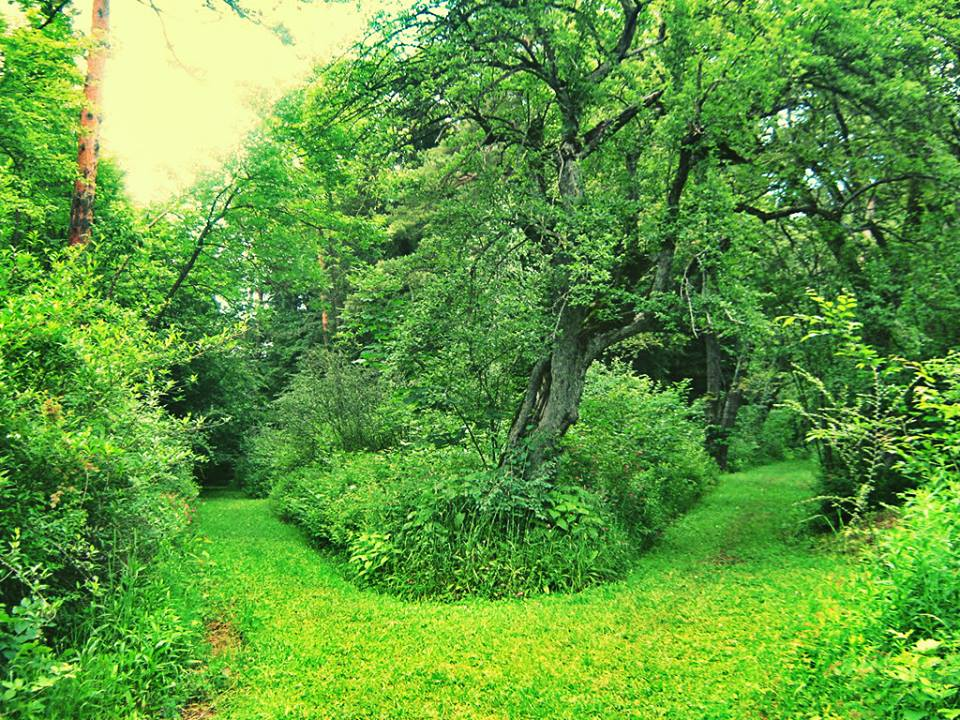
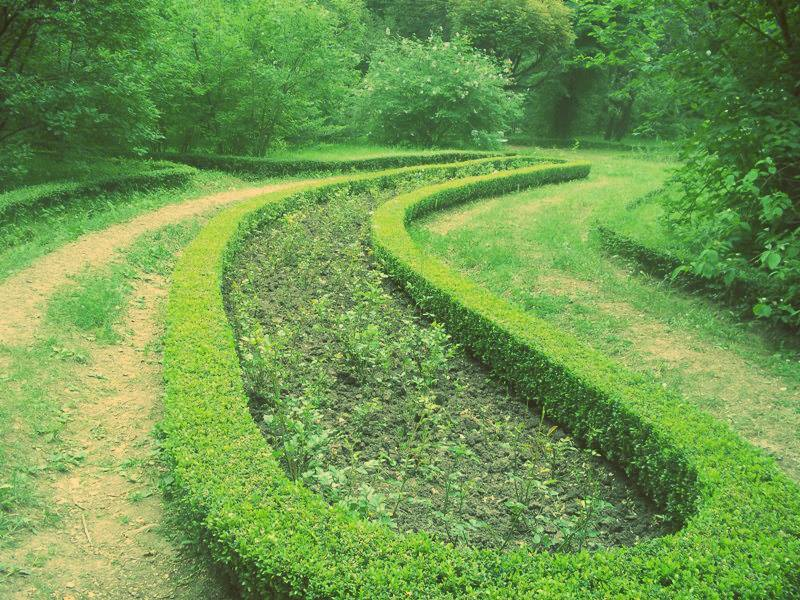